# 대한광학
대한광학은 주식회사 대한광학공업회사로서 1967년 구로공단에서 시작하여 초대 회장에 이병철 그리고 2-3대 회장이 대한양회 회장인 이정림이었으며 1970년에는 대표이사로 김병철 회장이었다. 1976년 코비카(KOBICA)라는 독자 모델을 국내 최초로 개발하였다. 대한광학은 경제적 어려움으로 1980년 중반에 아쉽게 문을 닫았다. 코비카BC는 작동과 선명도에서 우수한 제품으로 인정받고 있다.
한국최초로 카메라(코비카)를 개발한 대한광학의 김병철 회장을 중심으로 1983년 MBC 현장드라마가 방송되었다.

대한광학 김병철 회장

## KOBICA 35 BC-1 제원
제원은 다음과 같다.
- 제작년도 / 회사 : 76년부터 제작된 것으로 기록 / 한국, 대한광학
- 포맷 : 35mm(135) / 거리계 연동 카메라 / 금속 바디 재질
- 테사, Korinar Lens, f2.8/40mm (2.8, 4, 5.6, 8, 11, 16)
- 1/500, 1/250, 1/125, 1/60, 1/30, 1/15, 1/8, 1/4, 1/2, 1, B (일제 Copal 리프셔터), PC 단자, 셀프타이머 존재.
- 135mm X 79mm X 68mm,  590g / 필터크기 : 43mm

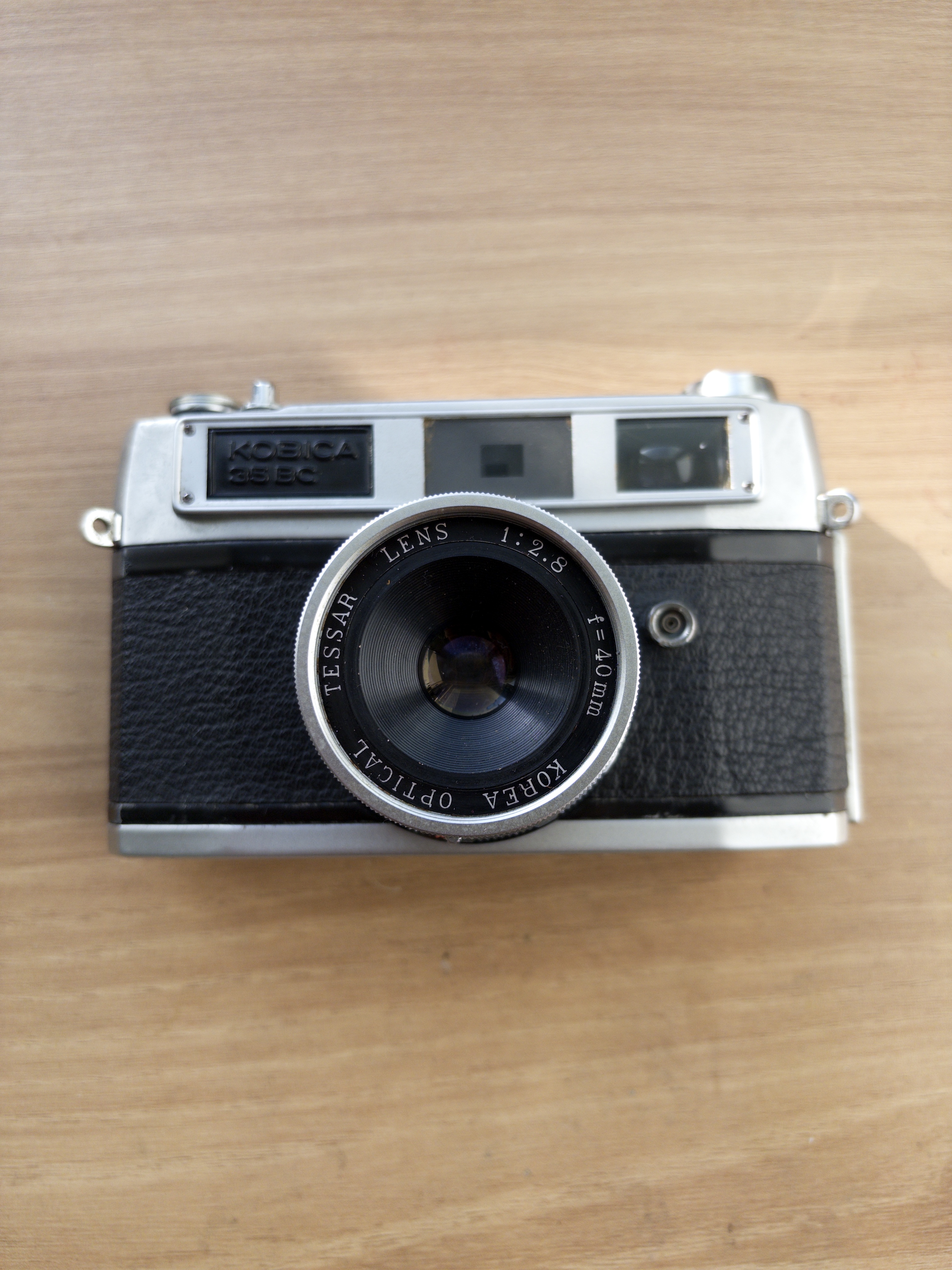
코비카 KOBICA 35 BC-1

## 같이 보기
- 김병철
- 이정림